# Rodolfo Fernandes (jornalista)
Rodolfo Fernandes (Rio de Janeiro, 27 de fevereiro de 1962 — Rio de Janeiro, 27 de agosto de 2011) foi um jornalista brasileiro, diretor de redação do jornal O Globo de 2001 até sua morte. Era filho do jornalista Hélio Fernandes, irmão de Hélio Fernandes Filho e sobrinho de Millôr Fernandes.
Trabalhou na "Tribuna da Imprensa" (aos 16 anos de idade), "Jornal de Brasília", "Folha de S.Paulo",  "Última Hora", "Jornal do Brasil" antes de se transferir para O Globo e assumir a direção do do jornal em 2001.
Rodolfo Fernandes morreu em decorrência de esclerose lateral amiotrófica (ELA), deixando viúva a administradora e economista Maria Silvia Bastos Marques.